# Minnesund jernbanebru
Die Minnesund jernbanebru (deutsch Eisenbahnbrücke Minnesund) überquert das südliche Ende des Mjøsa-Sees bei Minnesund in der norwegischen Kommune Eidsvoll im Fylke Akershus. Sie dient der Eisenbahnstrecke der Dovrebane zwischen Oslo und Lillehammer sowie Trondheim. Einige Meter neben ihr stehen die Minnesundbrücke (Minnesund bru), eine 1959 gebaute Straßenbrücke sowie eine moderne Autobahnbrücke.

## Erste Brücke (1880)

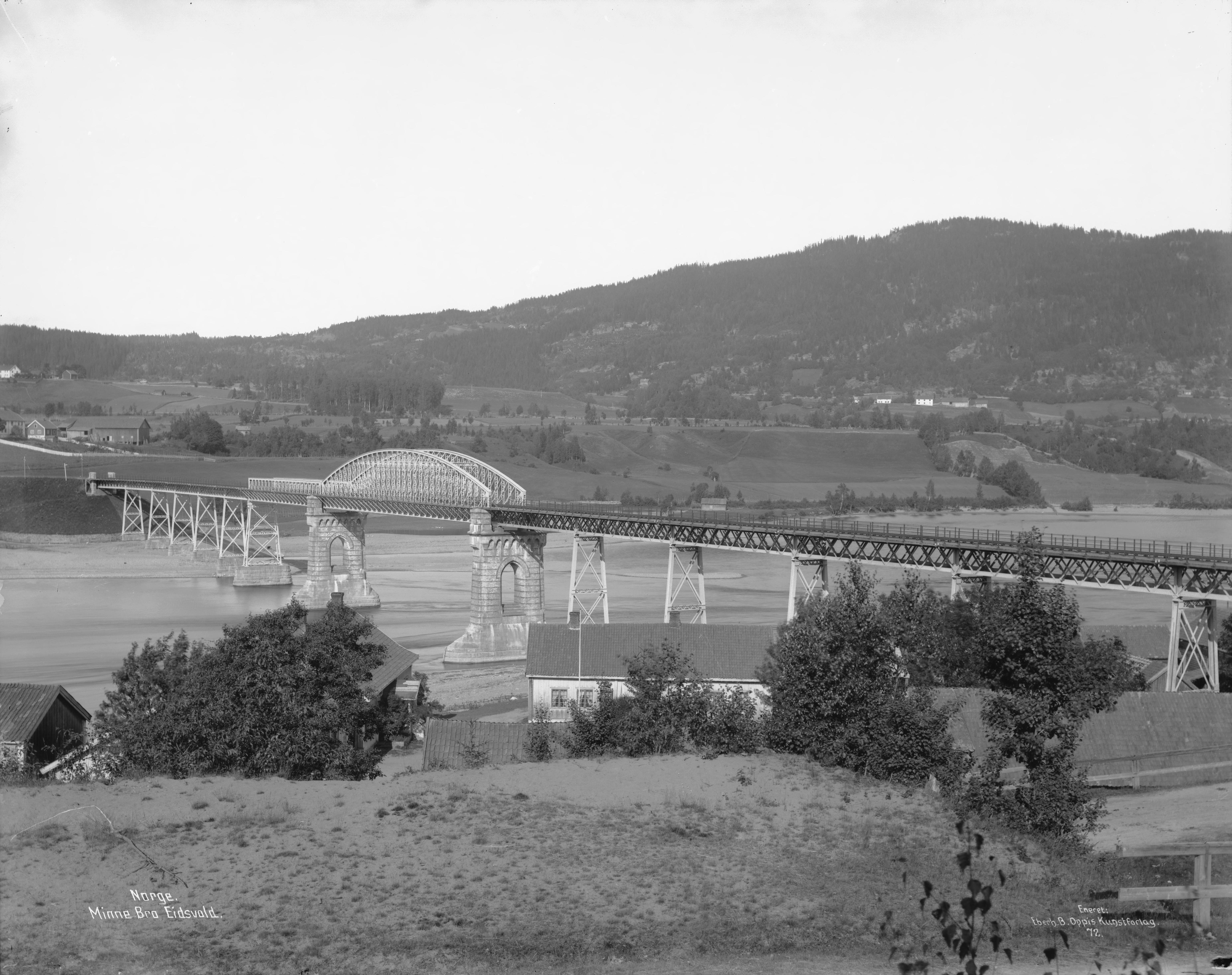
Erste Eisenbahnbrücke

Die eingleisige Brücke wurde 1879 als Teil der Hedemarksbane zwischen Eidsvoll und Hamar gebaut, die heute wiederum Teil der Dovrebane ist. Die Strecke wurde 1880 eröffnet und ermöglichte eine Fahrt von Kristiania nach Hamar.
Die Hauptöffnung der Brücke bestand aus einem Halbparabelträger mit einer Stützweite von 62 m, der auf hohen, gemauerten Pfeilern ruhte. Daran schlossen sich beidseits eine Reihe von Fachwerkträgern an, die von schlanken, stählernen Pfahljochen gestützt waren. Das Bauwerk war und ist insgesamt 362 m lang.
Zur Zeit des Baus der Brücke war ihr Halbparabelträger einer der ersten überhaupt. Die Eisenbahnbrücke Culemborg (1868) war die erste Brücke mit einem großen Halbparabelträger.
Die Brücke war als reine Eisenbahnbrücke ausgelegt. Fußgänger überquerten die Vorma, die den Ausfluss des Sees bildet, weiterhin mit einem Fährboot.

## Zweite Brücke (1913)
1913 wurde der Überbau der Brücke durch einen Fachwerkbogen mit aufgehängter Fahrbahn ersetzt, der nun eine Stützweite von 82 m hatte. Als Stützen für den vergrößerten Bogen wurden neue Pfeiler neben den bisherigen aufgemauert, die alten Pfeiler wurden anschließend abgetragen.
1925 wurde auf jeder Seite der Brücke eine Fahrspur für den Straßenverkehr angebaut. Sie blieb als kombinierte Eisenbahn- und Straßenverkehrsbrücke bestehen, bis 1959 die benachbarte neue Straßenbrücke eröffnet wurde. Die angebauten Fahrspuren wurden danach wieder demontiert.

## Neue Brücke
Eine zweigleisige Eisenbahnbrücke mit dem Namen „Minnevika jernbanebru“ wurde am 15. Oktober 2023 eröffnet. Sie ist Teil eines Ausbauprojektes, das in drei Teilabschnitten 2015, 2023 und geplant im Jahr 2027 durchgeführt wird.